# Presentazione di un gruppo
In matematica, e in particolare in algebra astratta, una presentazione di un gruppo è una particolare definizione ottenuta mediante l'elenco dei generatori del gruppo, ovvero degli elementi il cui prodotto combinato dà origine a tutti gli elementi del gruppo, e delle relazioni tra i vari elementi. Indicando l'insieme dei generatori con {\displaystyle S} e l'insieme delle relazioni con {\displaystyle R}, la presentazione di un gruppo si indica con
{\displaystyle \langle S\mid R\rangle .}

## Definizione
La definizione formale di una presentazione necessita di alcune definizioni preliminari, che vengono date nel seguito.

### Parole
Consideriamo un insieme {\displaystyle I}; per ogni {\displaystyle x\in I} definiamo un ulteriore elemento {\displaystyle x^{-1}}; una parola è qualunque prodotto formale finito
{\displaystyle y_{1}y_{2}\ldots y_{n},}
dove {\displaystyle y=x} oppure {\displaystyle y=x^{-1}}, con {\displaystyle x\in I}. Definiamo anche la parola vuota come il prodotto formato da nessun fattore.
Una parola è detta ridotta se non esistono due elementi {\displaystyle x} e {\displaystyle x^{-1}} contigui. È sempre possibile ottenere una parola ridotta eliminando tali elementi contigui (ovvero sostituendoli con la parola vuota); due parole sono considerate equivalenti se generano la stessa parola ridotta. Possiamo inoltre utilizzare le seguenti scritture abbreviate:
{\displaystyle {\begin{matrix}x^{n}&=&\underbrace {xx\ldots x} \\&&n{\mbox{ volte}}\\x^{-n}&=&\underbrace {x^{-1}x^{-1}\ldots x^{-1}} .\\&&n{\mbox{ volte}}\end{matrix}}}

### Gruppo libero
Definiamo come prodotto tra due parole ridotte la parola che si ottiene concatenando le due parole di partenza, e riducendo se necessario il risultato finale. L'insieme delle parole ridotte dotato di questa operazione è un gruppo chiamato gruppo libero sull'insieme {\displaystyle I} e indicato con {\displaystyle \langle I\rangle }. L'elemento neutro è la parola vuota, mentre l'inverso di una parola è ottenuto scrivendo i fattori in ordine inverso e scambiando il fattore {\displaystyle x} con il fattore {\displaystyle x^{-1}} e viceversa.

### Presentazione di un gruppo
Consideriamo un insieme {\displaystyle S}, il gruppo libero {\displaystyle \langle S\rangle } e un sottoinsieme {\displaystyle R\subseteq \langle S\rangle } formato da parole di {\displaystyle S}. Il gruppo di presentazione {\displaystyle \langle S\mid R\rangle } è definito come il più grande gruppo quoziente di {\displaystyle \langle S\rangle } tale che ogni elemento di {\displaystyle R} è identificato con l'identità.
Detto {\displaystyle N} il più piccolo sottogruppo normale contenente {\displaystyle R} (chiusura normale di {\displaystyle R}), si dimostra che:
{\displaystyle \langle S\mid R\rangle ={\frac {\langle S\rangle }{N}}.}
Gli elementi di {\displaystyle S} sono detti generatori di {\displaystyle \langle S\mid R\rangle }, gli elementi di {\displaystyle R} sono detti relatori; questi elementi esprimono in effetti delle relazioni di uguaglianza tra gli elementi di {\displaystyle S}, che nella loro forma più semplice possono essere espressi come {\displaystyle x=1}, dove {\displaystyle x\in R} e {\displaystyle 1} è l'identità di {\displaystyle \langle S\mid R\rangle }.

## Presentazioni finite
Una presentazione {\displaystyle \langle S\mid R\rangle } è detta finitamente generata se l'insieme {\displaystyle S} dei generatori è finito, finitamente relazionata se è finito l'insieme {\displaystyle R} delle relazioni, finita se sono finiti sia {\displaystyle S} che {\displaystyle R}.
Ogni gruppo finito possiede una presentazione finita, che si ricava direttamente dalla sua tavola di composizione: è sufficiente prendere {\displaystyle S=G} e {\displaystyle R} come l'insieme formato da tutti gli elementi del tipo {\displaystyle g_{i}g_{j}g_{k}^{-1}}, dove {\displaystyle g_{i}g_{j}=g_{k}} è una entrata della tavola di composizione.

## Presentazione ricorsiva
Se {\displaystyle S} è indicizzato da un insieme {\displaystyle I\subseteq \mathbb {N} }, esiste una funzione biiettiva {\displaystyle f:\langle S\rangle \rightarrow \mathbb {N} } e un algoritmo che, dato {\displaystyle f(w)\in \mathbb {N} } permette di trovare {\displaystyle w\in \langle S\rangle } e viceversa (numerazione di Gödel). Dato un insieme {\displaystyle U\subseteq \langle S\rangle }, diciamo che {\displaystyle U} è ricorsivo o ricorsivamente numerabile se lo è {\displaystyle f(U)\in \mathbb {N} }.
Se l'insieme delle relazioni è ricorsivamente numerabile, la presentazione è detta ricorsiva; in questo caso è sempre possibile trovare una presentazione del gruppo per cui l'insieme delle relazioni è ricorsivo (giustificando la sovrapposizione delle due notazioni).
Ogni gruppo finito ha una presentazione ricorsiva, mentre non è vero l'inverso. Un teorema dovuto a Graham Higman stabilisce che un gruppo finitamente generato ha una presentazione ricorsiva se e solo se è immerso in un gruppo a presentazione ricorsiva. Segue che, a meno di isomorfismi, esiste solo una quantità numerabile di gruppi a presentazione ricorsiva. Bernhard Neumann ha mostrato che esiste una quantità più che numerabile di gruppi a due generatori; pertanto esistono gruppi finitamente generati che non possono essere presentati ricorsivamente.

## Proprietà
Per le presentazioni di un gruppo valgono le seguenti proprietà:
- ogni gruppo ha una presentazione;
- ogni gruppo finito ha una presentazione finita;
- in generale, esistono delle presentazioni per le quali nessun algoritmo è in grado di decidere se due parole descrivano lo stesso elemento del gruppo (problema delle parole);
- dati due gruppi {\displaystyle G} e {\displaystyle H} di presentazioni {\displaystyle \langle S\mid R\rangle } e {\displaystyle \langle T\mid Q\rangle }, con {\displaystyle S} e {\displaystyle T} disgiunti, il prodotto libero {\displaystyle G\star H} ha presentazione {\displaystyle \langle S,T\mid R,Q\rangle };
- dati due gruppi {\displaystyle G} e {\displaystyle H} di presentazioni {\displaystyle \langle S\mid R\rangle } e {\displaystyle \langle T\mid Q\rangle }, con {\displaystyle S} e {\displaystyle T} disgiunti, il prodotto diretto {\displaystyle G\times H} ha presentazione {\displaystyle \langle S,T\mid R,Q,[S,T]\rangle };

## Esempi di presentazioni di gruppi
Nella tabella seguente sono riportate alcune presentazioni di gruppi di uso comune; molti di questi gruppi possiedono numerose altre possibili presentazioni che qui non sono riportate.
| Gruppo                                                  | Presentazione | Note |
| ------------------------------------------------------- | --- | --- |
| Gruppo libero su {\displaystyle S}                      | {\displaystyle \langle S\mid \varnothing \rangle } | Un gruppo libero non è soggetto ad alcuna relazione tra i suoi elementi. |
| Gruppo libero abeliano su {\displaystyle S}             | {\displaystyle \langle S\mid R\rangle }, dove {\displaystyle R} è l'insieme di tutti i commutatori di {\displaystyle S}. | |
| Gruppo simmetrico {\displaystyle S_{n}}                 | {\displaystyle \langle \sigma _{1},\ldots ,\sigma _{n-1}\mid \sigma _{i}^{2},[\sigma _{i},\sigma _{j}],\sigma _{i}[\sigma _{i+1}\sigma _{i}]\sigma _{i+1}^{-1}\rangle }, dove la seconda relazione vale per {\displaystyle j\neq i\pm 1}. | La terza relazione si può sostituire con {\displaystyle (\sigma _{i}\sigma _{i+1})^{3}}, utilizzando la prima relazione. {\displaystyle \sigma _{i}} è la permutazione che scambia l'i-esimo elemento con l'i+1-esimo. Il prodotto {\displaystyle \sigma _{i}\sigma _{i+1}} è un 3-ciclo sull'insieme {\displaystyle \{i,i+1,i+2\}}. |
| Gruppo di trecce {\displaystyle B_{n}}                  | {\displaystyle \langle \sigma _{1},\ldots ,\sigma _{n-1}\mid [\sigma _{i},\sigma _{j}],\sigma _{i}[\sigma _{i+1}\sigma _{i}]\sigma _{i+1}^{-1}\rangle }, dove la prima relazione vale per {\displaystyle j\neq i\pm 1}.                   | L'unica differenza con il gruppo simmetrico è la mancanza della relazione {\displaystyle {\sigma _{i}}^{2}=1}. |
| {\displaystyle C_{n}}, gruppo ciclico di ordine n       | {\displaystyle \langle a\mid a^{n}\rangle } | |
| {\displaystyle D_{2n}}, gruppo diedrale di ordine n     | {\displaystyle \langle r,f\mid r^{n},f^{2},(rf)^{2}\rangle } | {\displaystyle r} rappresenta una rotazione, {\displaystyle f} una riflessione. |
| {\displaystyle D_{\infty }}, gruppo diedrale infinito   | {\displaystyle \langle r,f\mid f^{2},(rf)^{2}\rangle } | |
| {\displaystyle Dic_{n}}, gruppo diciclico               | {\displaystyle \langle r,f\mid r^{2n},r^{n}f^{-2},frf^{-1}r\rangle } | |
| Gruppo dei quaternioni {\displaystyle Q}                | {\displaystyle \langle i,j\mid i^{4},i^{2}j^{2},ijij^{-1}\rangle } | Equivale al gruppo diciclico {\displaystyle Dic_{2}}. |
| Il gruppo tetraedrale {\displaystyle T\cong A_{4}}      | {\displaystyle \langle s,t\mid s^{2},t^{3},(st)^{3}\rangle } | È il gruppo delle simmetrie di un tetraedro che conservano l'orientamento. |
| Il gruppo ottaedrale{\displaystyle O\cong S_{4}}        | {\displaystyle \langle s,t\mid s^{2},t^{3},(st)^{4}\rangle } | È il gruppo delle simmetrie di un ottaedro che conservano l'orientamento. |
| Il gruppo icosaedrale {\displaystyle I\cong A_{5}}      | {\displaystyle \langle s,t\mid s^{2},t^{3},(st)^{5}\rangle } | È il gruppo delle simmetrie di un icosaedro che conservano l'orientamento. |
| {\displaystyle \mathbb {Z} \times \mathbb {Z} }         | {\displaystyle \langle x,y\mid [x,y]\rangle } | |
| {\displaystyle \mathbb {Z} _{m}\times \mathbb {Z} _{n}} | {\displaystyle \langle x,y\mid x^{m},y^{n},[x,y]\rangle } | |